# Black Light District
Black Light District is een studioalbum van de Nederlandse rockband The Gathering, uitgebracht in juni 2002.
Eigenlijk is het meer een ep als bonus voor de liefhebbers. De opnamen van Souvenirs duurden namelijk heel lang, en dit is een kort album tussendoor bestaande uit een titelnummer van ruim 16 minuten en twee nummers van normale duur. Dit is de eerste uitgave van het platenlabel Psychonaut Records, het label dat door de band zelf werd opgericht.

## Nummers
1. Black Light District
2. Debris
3. Broken Glass (piano version)

Het album bevat ook een 'hidden track', namelijk Over You.
Wanneer men het album in de cd-speler plaatst en direct terugspoelt, is dit liedje hoorbaar.

## Bezetting
- Anneke van Giersbergen
- René Rutten
- Frank Boeijen
- Hans Rutten
- Hugo Prinsen Geerligs